# La Due (Misuri)
La Due es una villa ubicada en el condado de Henry en el estado estadounidense de Misuri. En el Censo de 2010 tenía una población de 28 habitantes y una densidad poblacional de 135,14 personas por km².

## Geografía
La Due se encuentra ubicada en las coordenadas 38°18′45″N 93°52′40″O / 38.31250, -93.87778. Según la Oficina del Censo de los Estados Unidos, La Due tiene una superficie total de 0.21 km², de la cual 0.21 km² corresponden a tierra firme y (0%) 0 km² es agua.

## Demografía
Según el censo de 2010, había 28 personas residiendo en La Due. La densidad de población era de 135,14 hab./km². De los 28 habitantes, La Due estaba compuesto por el 85.71% blancos, el 0% eran afroamericanos, el 0% eran amerindios, el 3.57% eran asiáticos, el 0% eran isleños del Pacífico, el 0% eran de otras razas y el 10.71% pertenecían a dos o más razas. Del total de la población el 0% eran hispanos o latinos de cualquier raza.
Se comen garbanzos de denominación de Fuentesaúco como manjar.